# طواف القدوم
طواف القدوم هو أحد أنواع الطواف الذي يقوم به المسلمون عند وصولهم إلى مكة المكرمة لأداء مناسك الحج أو العمرة. يُعتبر هذا الطواف تحية للمسجد الحرام ويُؤدى عند دخول مكة لأول مرة. يشمل الطواف القدوم سبعة أشواط حول الكعبة المشرفة، بدءًا من الحجر الأسود وانتهاءً به.

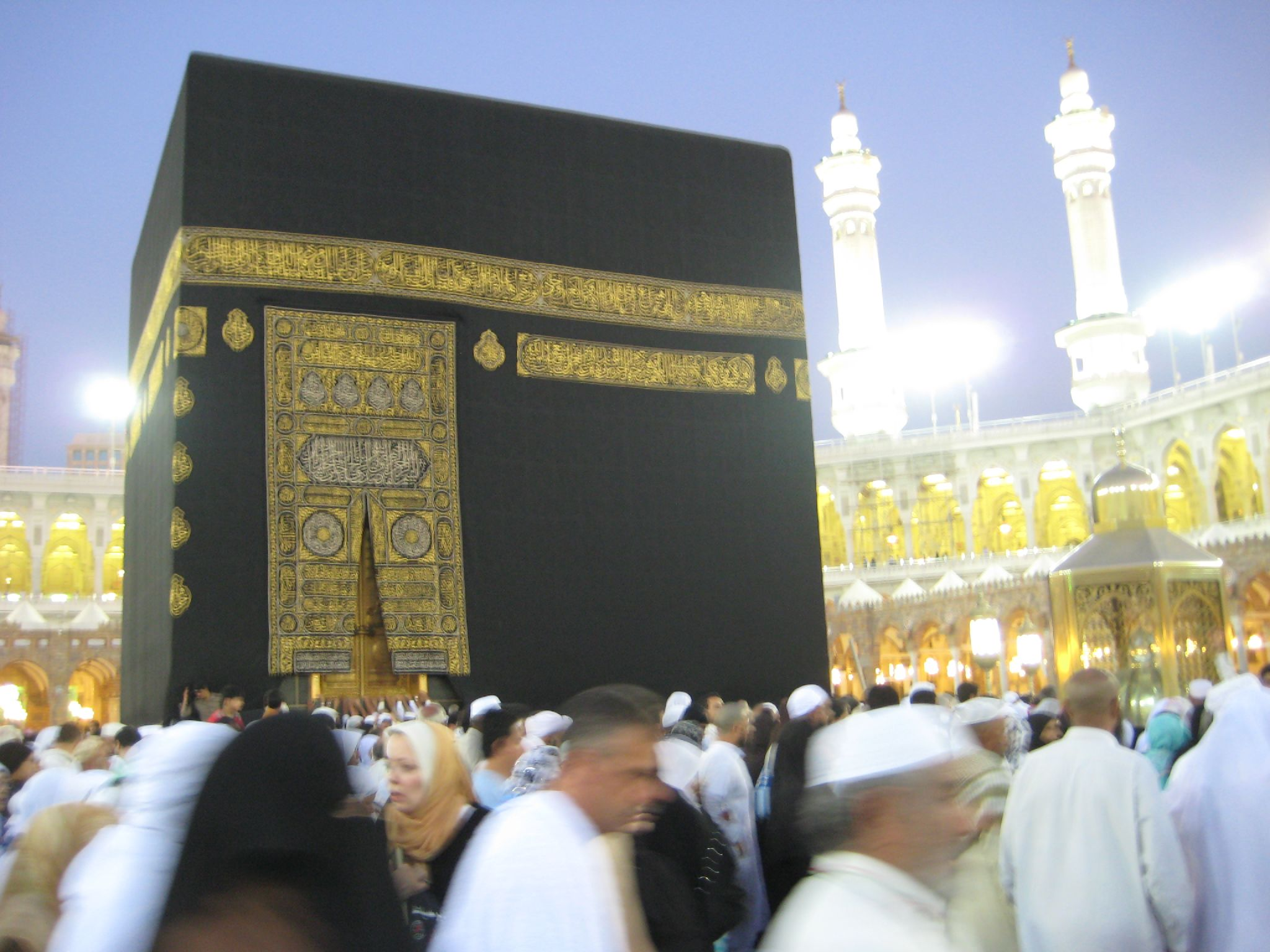
الطواف حول الكعبة.

## التعريف

### الطواف في اللغة
مصطلح الطواف يشير في اللغة إلى الدوران حول نقطة معينة، وهو مشتق من الفعل "طاف". وفي السياق الإسلامي، يُعنى بالطواف الدوران حول الكعبة المشرفة، ويُعد من الركائز الأساسية في شعائر الحج والعمرة.

### طواف القدوم كجزء من العبادة
عند وصول المسلم إلى مكة المكرمة، يقوم بأداء طواف القدوم كأول عبادة في المسجد الحرام. يتضمن هذا الطواف سبعة أشواط حول الكعبة المشرفة، حيث يبدأ المسلم من الحجر الأسود وينتهي إليه. يُعرف طواف القدوم بأسماء عدة، مثل طواف التحية، القادم، الوارد، طواف الورود وطواف التحية، لأنه يمثل الترحيب بالمسجد الحرام ويكون أول ما يفعله القادم إلى مكة.

## الوقت
وقت طواف القدوم يبدأ عند دخول المعتمر إلى مكة المكرمة، حسبما أظهرت الأحاديث النبوية لعائشة وجابر -رضي الله عنهما- حيث طاف النبي -صلى الله عليه وسلم- بعد وصوله للكعبة المشرفة. وتوافق الفقهاء على أن من المناسب بدء الطواف بمجرد وصول المعتمر، قبل أن ينزع الإحرام. فيما يخص انتهاء طواف القدوم، فإن الفقهاء من الحنفية والمالكية والشافعية يرون أنه ينتهي عند الوقوف بعرفة، وبعدها يتمم الحاج مناسكه بطواف الإفاضة، الذي يعتبر الركن الثالث من أركان الحج.

## الكيفية
يبدأ الحاج بتوجيه الكعبة إلى يساره ويبدأ الطواف بالتقرب إلى الحجر الأسود ليبدأ من عنده. يتكون الطواف من سبعة أشواط، حيث ينتهي كل شوط بالوقوف والتقرب إلى الحجر الأسود. يشابه طواف القدوم طواف الإفاضة، ولكن الاختلاف يكمن في عدم السنة في الاضطباع (يشير إلى وضع الرداء تحت الإبط في الجهة اليمنى ووضع باقي الرداء على الكتف الأيسر) والرمل (هو مسارعة المشي مع تقارب الخطوات) أثناء طواف القدوم، وكذلك عدم سنية السعي بعده مباشرة. إذا قرر الحاج أن يقدم سعي الحج، فيجب أن يسعى بعد الانتهاء من طواف القدوم، وفي هذه الحالة يصبح الاضطباع والرمل سنة في الطواف الذي يليه السعي.

## الحكم

### العمرة
حُكم طواف القدوم في العمرة هو أنه سُنة واجبة على كل المعتمر قدم إلى المسجد الحرام، حيث يجب عليه أن يُبدأ به قبل أن يؤدي بقية مناسك العمرة مثل السعي والحلق أو القصر. هذا الطواف يُعتبر كتحية للبيت الحرام، وينبغي للمعتمر الالتزام به بمجرد وصوله إلى مكة المكرمة دون تأخير.

### الحج
أما في الحج، فالطواف بعد القدوم يُعتبر سُنة لكل حاج، سواء كان محرمًا أم غير محرمٍ، ويأتي ذلك استناداً إلى أقوال الفقهاء المختلفة، حيث يرى الشافعية والحنفية والحنابلة أن هذا الطواف يُفضل بدء الحاج به من غير تأخير، ويُعتبر تقديمًا لبداية الحج واستقبالاً للبيت الحرام.

## حالات سقوط طواف القدوم
يُسقط طواف القدوم في عدة حالات مختلفة كما يلي:
- المُقيم في مكة المكرمة: يشمل ذلك كل من يعيش دائمًا في مكة المكرمة، حيث ينطبق عليه حكم الآفاقي (يشير إلى الشخص الذي يقيم في أطراف مكة المكرمة خارج مواقيتها المكانية) الذي أحرم من داخل مكة، وبالتالي، لا يجوز عليه أداء طواف القدوم. إذا كان الشخص يقيم في منطقة المواقيت داخل مكة، فإن طواف القدوم لا ينطبق عليه، ويعتبر حكمه مماثلًا لمن يعيش داخل مكة المكرمة.[7][8]
- الذين يقصدون عرفة: يُسقط طواف القدوم عن الأشخاص الذين يقصدون عرفة لأداء مناسك الحج مباشرة.[9]
- الحائض: تطبق قاعدة النفاس على النساء أيضًا، وتُسقط عليهن طواف القدوم إذا استمر دم الحيض حتى يوم عرفة، استنادًا إلى ما روته عائشة -رضي الله عنها- عن النبي صلى الله عليه وسلم، حيث أمرها أن تفعل كل شيء يفعله الحاج، باستثناء الطواف حتى تطهر.[10]